# Svend Thrugotsen
Svend Thrugotsen  o Thorgunnesen  (1040-1086) fue un noble danés, hijo de Thrugot Ulfsson Fagerskinna y Þórgunnr Vagnadóttir. Probablemente, su nombre de nacimiento fue Thorkild. Según la saga Knýtlinga, Svend y su hermano Astrad pertenecían al hird de Canuto el Santo. Lo acompañaron cuando estalló una rebelión en Jutlandia y lo defendieron durante la batalla de la Iglesia de San Albano en Odense. Más tarde, a través de su hermana Boedil, Svend se convirtió en cuñado del rey Erico I de Dinamarca. Tras el asesinato de Canuto, los dos hermanos viajaron a Flandes donde se reunieron con el conde Balduino y negociaron la liberación del hermano del rey, que fue coronado como Olaf I de Dinamarca en 1086.

## Herencia
Fue padre del arzobispo Asser de Lund, Svend, obispo de Viborg, Christiern y Agge. Svend es el primer referente del clan familiar de Thrugotsen-ætten que competían por el poder con otro clan muy poderoso, los Hvide. Otros descendientes notables son el arzobispo Eskil de Lund y el historiador Sven Aagesen (bisnieto de Svend y sobrino de Eskild).